# John Hooper (sculpteur)
Pour les articles homonymes, voir John Hooper et Hooper.
John Hooper (1926 - 26 janvier 2006), O.C., est un sculpteur et un pédagogue canadien, originaire de Hampton, au Nouveau-Brunswick. Il est connu pour ses sculptures colorées sur bois, qui représentent souvent des gens ordinaires, et que l'on retrouve sur de nombreux lieux publics à travers le Canada comme à Ottawa, Saint-Jean, Toronto et Vancouver. Il s'impliqua aussi dans la protection de l'environnement et fit du bénévolat. Il a été fait officier de l'ordre du Canada en 2000.